# Doborsko
Doborsko (bułg. Доборско) – wieś w Bułgarii, w obwodzie Kyrdżali, w gminie Krumowgrad. W 2024 roku liczyła 43 mieszkańców.